# Hans-Joachim Schulz (Geistlicher)
Hans-Joachim Schulz (* 18. Februar 1932 in Berlin-Wilmersdorf; † 16. Dezember 2023 in Gaibach) war ein deutscher römisch-katholischer Priester, Liturgiewissenschaftler und Ostkirchenkundler.

## Leben
Hans-Joachim Schulz studierte in Katholische Theologie an der Philosophisch-Theologischen Hochschule Sankt Georgen in Frankfurt am Main und als Alumne des Pontificium Collegium Germanicum et Hungaricum de Urbe und des Päpstlichen Collegium Russicum an der Gregoriana in Rom (Lic. theol.; 16. Juni 1956), empfing am 25. Februar 1956 in Aachen die Priesterweihe und ging im Anschluss an die Katholisch-Theologische Fakultät der Universität Innsbruck, wo er als Schüler von Karl Rahner und Josef Andreas Jungmann am 6. Dezember 1958 zum Dr. theol . promoviert wurde. Bis 1961 wirkte er sodann als Seelsorger im Bistum Aachen und war Religionslehrer und Hausgeistlicher in Krefeld sowie Kaplan in Schleiden in der Eifel. Am 11. Januar 1964 habilitierte er sich an der Westfälischen Wilhelms-Universität in Münster für die Fächer Liturgiewissenschaft und Theologie der Ostkirchen und lehrte als Privatdozent.
Danach lehrte Schulz zunächst an der Philosophisch-Theologische Hochschule Königstein und von 1968 bis 1978 als ordentlicher Universitätsprofessor für Liturgiewissenschaft an der Ruhr-Universität Bochum. 1978 übernahm er den Lehrstuhl für Geschichte und Theologie des Christlichen Ostens an der Julius-Maximilians-Universität Würzburg, den er bis zu seiner Emeritierung im Jahr 1997 innehatte. Von 1982 bis 1993 war er auch mit der Seelsorge der Pfarrei Gaibach beauftragt.
Er engagierte sich im Beirat des Johann-Adam-Möhler-Instituts für Ökumenik in Paderborn und als Konsultor der Gesellschaft Pro Oriente in Wien. Lange Jahre wirkte er zusätzlich als Mitglied in der Ökumene-Kommission und in der Katholisch-Orthodoxen Kommission der Deutschen Bischofskonferenz. Schwerpunkt seiner wissenschaftlichen Arbeit war vor allem die Überlieferungsgeschichte des Ostens auf den Gebieten Liturgie und kirchliche Lehre. Für seine wissenschaftlichen Arbeiten zur Geschichte der byzantinischen Liturgie verlieh ihm 1992 das Päpstliche Orientalische Institut in Rom die Ehrendoktorwürde. International bekannt wurde Schulz unter anderem als Mitherausgeber des „Handbuchs der Ostkirchenkunde“. Seine Arbeiten wurden in viele Sprachen übersetzt.
Im Alter von 91 Jahren starb Hans-Joachim Schulz am 16. Dezember 2023 in Volkach-Gaibach.

## Veröffentlichungen (Auswahl)

### Bücher
- Die byzantinische Liturgie. Glaubenszeugnis und Symbolgestalt.  3., überarbeitete und aktualisierte Auflage, Paulinus,  Trier  2000, ISBN 3-7902-1405-1
- Die apostolische Herkunft der Evangelien. Zum Ursprung der Evangelienform in der urgemeindlichen Paschafeier (= Quaestiones disputatae; 145). Herder, Freiburg/Breisgau 1993, 3. Auflage (mit dem Untertitel) 1997.
- Ökumenische Glaubenseinheit aus eucharistischer Überlieferung. Bonifatius, Paderborn 1976.
- Bekenntnis statt Dogma. Kriterien der Verbindlichkeit kirchlicher Lehre. Herder, Freiburg i. Br. 1996.
- mit Wilhelm Nyssen, Hans-Joachim Schulz, Paul Wiertz: Handbuch der Ostkirchenkunde, 3 Bde., Patmos Verlag 1984

### Aufsätze
- Das liturgisch-sakramental übertragene Hirtenamt in seiner eucharistischen Selbstverwirklichung nach dem Zeugnis der liturgischen Überlieferung. In: P. Bläser: Amt und Eucharistie. Paderborn 1973, 208–255.
- „Wandlung“ im ostkirchlich-liturgischen Verständnis. Eine Orientierung im Disput um Transsubstantiation und Transsignifikation. In:  Catholica 40 (1986) 270–286.
- Der sakramentale Charakter von Bischofsamt und Bischofsweihe. In: W. Nyssen (Hrsg.), Simandron. Der Wachklopfer. Gedenkschrift für Klaus Gamber. Köln 1989, 169–187.
- Die Pneumatologie des hl. Basilius: Impuls zur Neubesinnung auf die hermeneutische Struktur der Theologie und der kirchlichen Lehrverkündigung als bekenntnis- und liturgiebezogene Schriftauslegung. In: The Christian East: Its Institutions & Its Thought. Papers of the Intern. Scholary Congress for the 75th Anniversary of the Pontifical Oriental Institute, Rome, 30 May – 5 June 1993, ed. by Robert F. Taft. Roma: Pont. Ist. Orientale 1996 (OCA 251), S. 543–564.